# Chaetostricha krygeri
Chaetostricha krygeri är en stekelart som först beskrevs av Soyka 1934.  Chaetostricha krygeri ingår i släktet Chaetostricha och familjen hårstrimsteklar. Inga underarter finns listade i Catalogue of Life.